# 乳房纖維腺瘤
纖維腺瘤（英語：Fibroadenoma）是從乳房小葉組織中生長出來，混和上皮與間質組織的腫瘤，發生率為18～20％，好發於年輕女性，為女性最常見的良性乳房疾病，通常沒有其他徵候。與乳癌典型症狀不同，乳房纖維腺瘤通常有界線明確、易於移動的特色。因為乳房腫塊為乳房癌症的可能症狀，建議要接受超音波攝影和組織取樣來確診。

## 流行病學
乳房纖維腺瘤最常出現於生育年齡的女性，特別是小於30歲，不過仍可生長於各種年齡層。

## 症狀
典型症狀為生育年齡的女性胸部出現單顆無痛結實、邊界清晰、生長緩慢、可自由推動的腫塊，通常小於3公分。在少數情況，同側或兩個乳房中，同時或先後出現多顆腫塊，甚至可以成長到20公分；或者在乳房攝影中發現結節、鈣化或觸摸不出來的小型腫塊。當腫瘤內出血時，疼痛可能是某些個案的第一個徵候。
乳房纖維腺瘤大部分是良性的，癌化的機會在1000人中约有3人。因為乳房纖維腺瘤從小葉中生長出來，小葉癌是乳房纖維腺瘤裡面最常發現的癌症，也有期刊報告過乳腺管原位癌的發生。
在男性乳房發現的大部分是乳腺叶状肿瘤，乳房纖維腺瘤非常罕見，除非是接受抗雄激素治療的患者。

## 發生原因
乳房纖維腺瘤與荷爾蒙有關，經常在停經後消退。大量攝取蔬菜水果、高生育數量、少使用口服避孕藥以及適當運動與腫瘤低發生率相關。

## 病理學

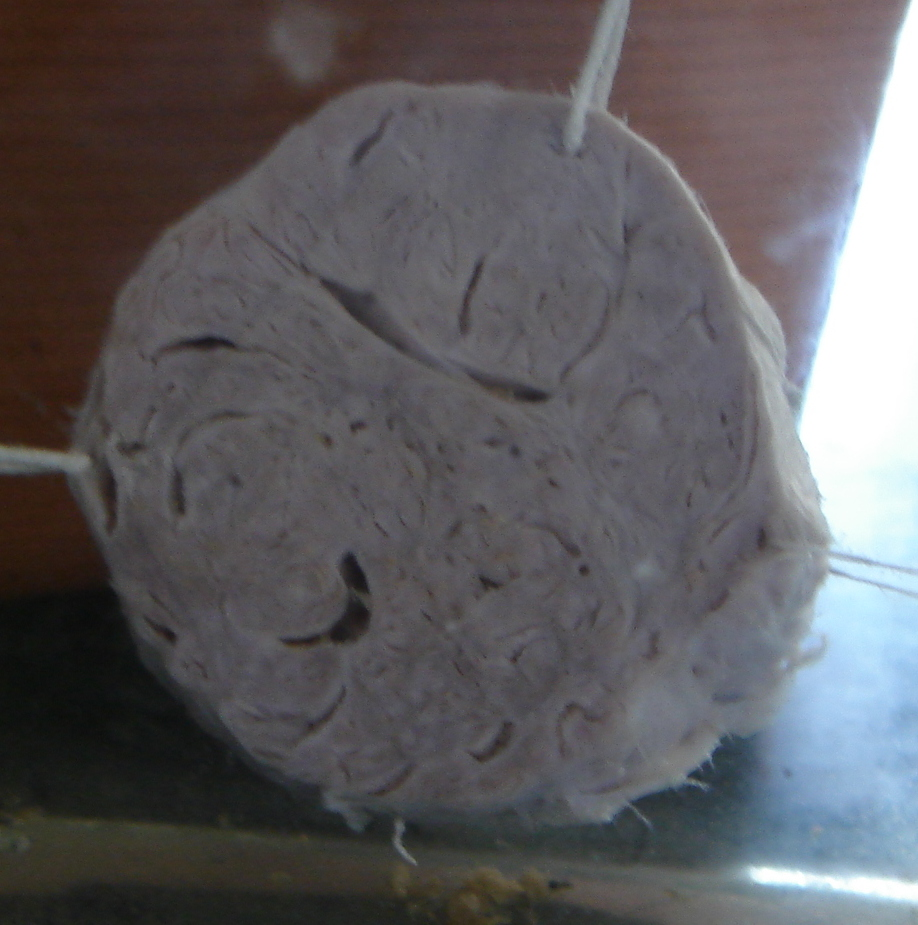
乳房纖維腺瘤巨觀照

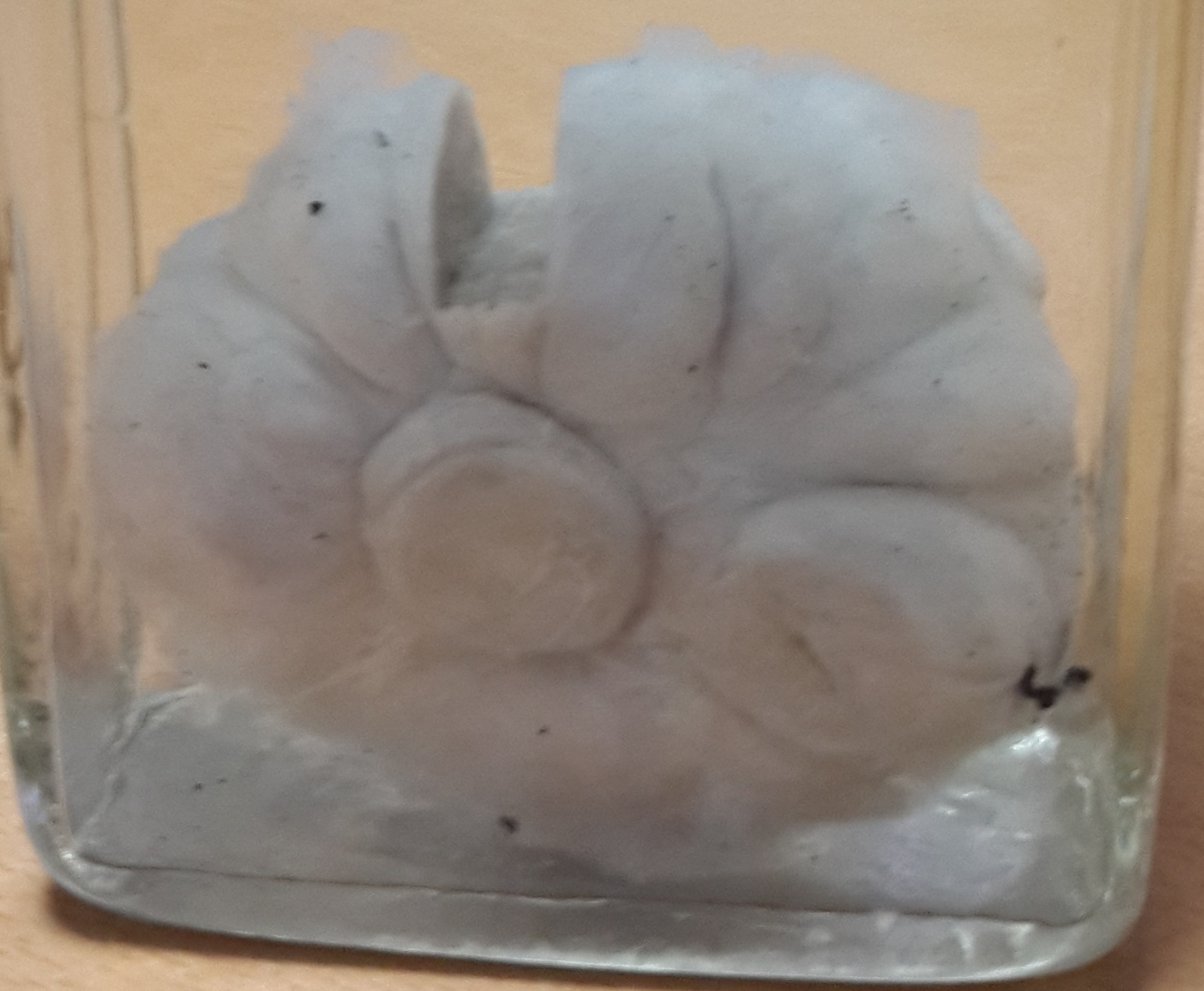
乳房纖維腺瘤特寫

### 巨觀
腫瘤呈現圓形或卵形，具有彈性與光滑表面，切面通常為同質紮實的灰白色或黃褐色組織。小管周型具有完整被膜與漩渦狀的外表，而小管內型則擁有不完整的被膜。

### 微觀
乳房纖維腺瘤呈現基質與上皮組織的雙重增生，可以呈現小管周型（基質圍繞著上皮結構）和小管內型（增生的基質壓縮上皮結構而形成裂縫）兩種型態，但沒有臨床表現的差別。與惡性腫瘤相比，乳房纖維腺瘤擁有較少血管的基質。而且，在單一終末腺管單元中，纖維母細胞基質包圍增生的上皮而形成管狀空間。

### 分子
高達66％的乳房纖維腺瘤有MED12基因的外顯子突變，但這些突變侷限於基質部分。

## 診斷
乳房纖維腺瘤的診斷方法包括：臨床檢查、醫學超音波檢查、乳房攝影術，和細針抽吸細胞診斷。

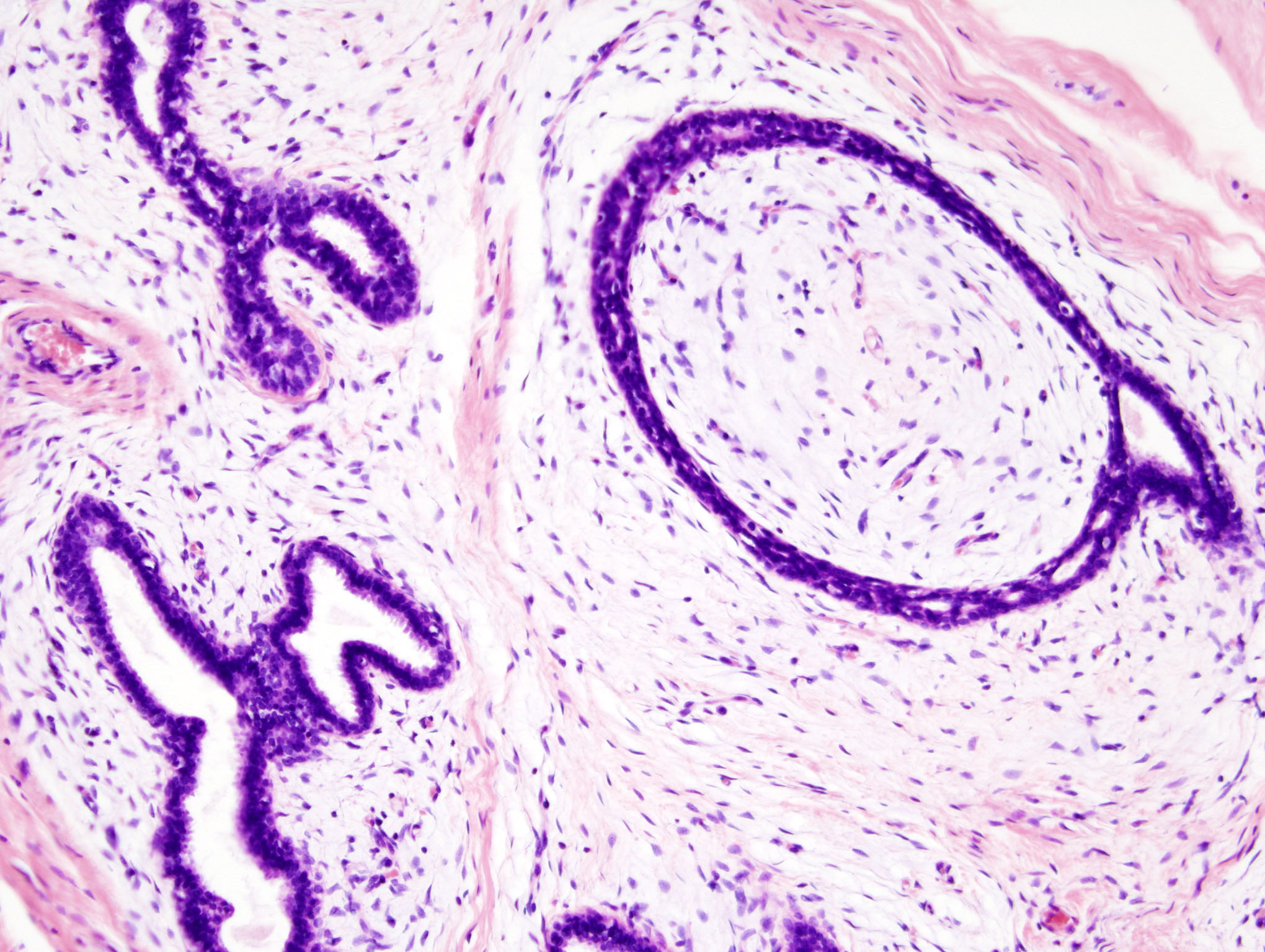
組織照（蘇木精-伊紅染色），小管周型（左下方）和小管內型（右上方）
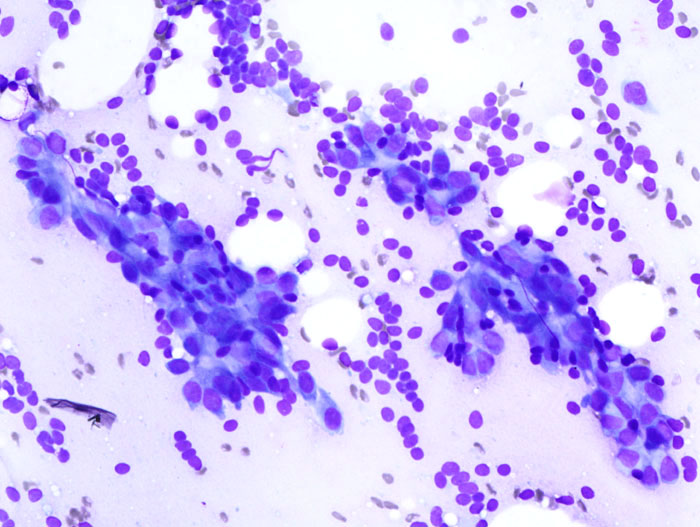
細針抽吸細胞診斷（吉姆薩或迪夫快速染色）
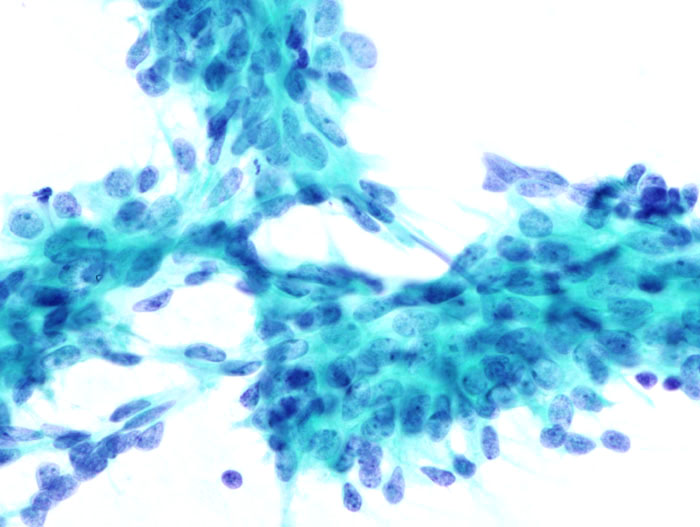
細針抽吸細胞診斷（柏氏染色）
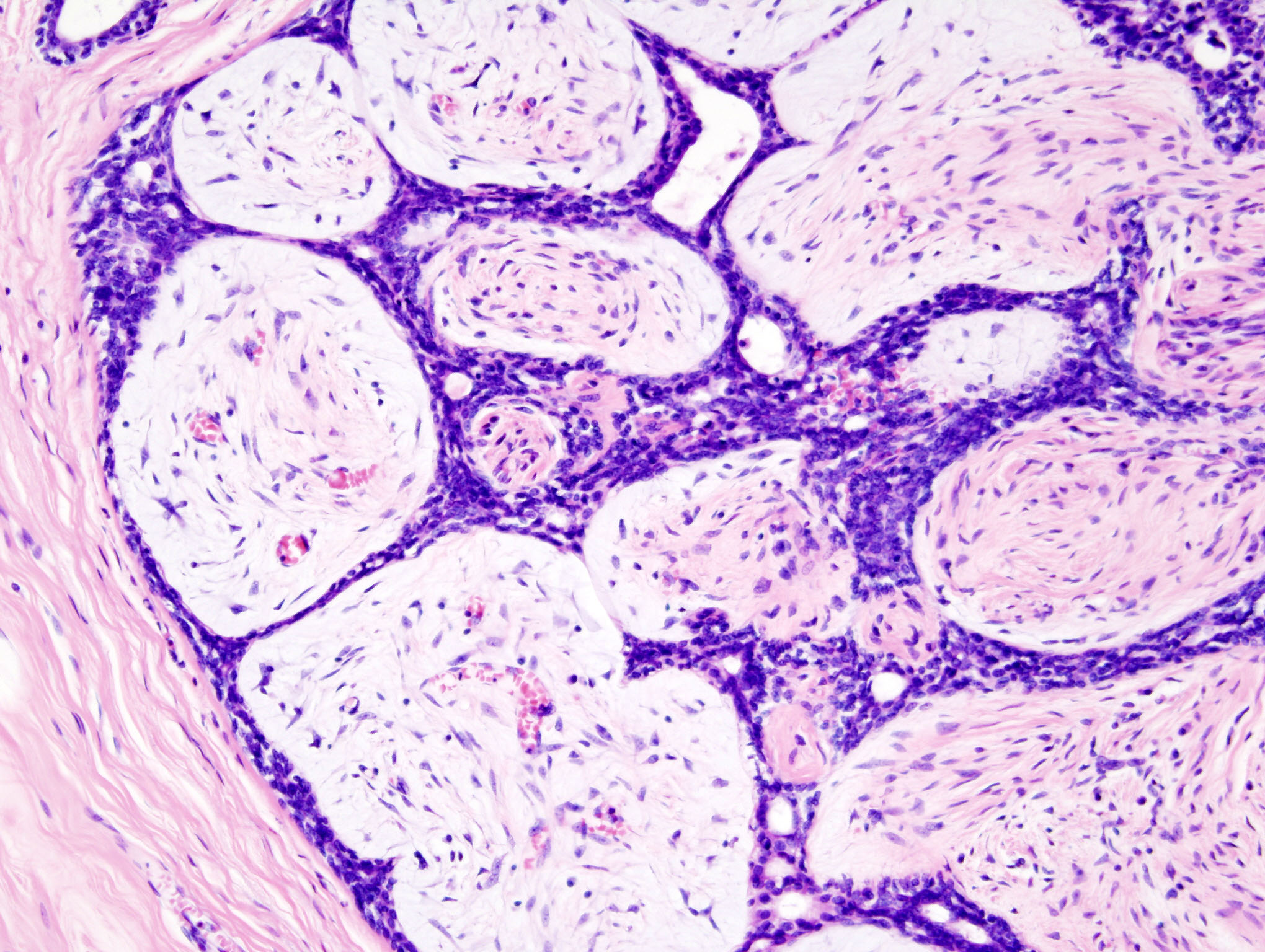
病理組織照，粗針切片（蘇木精-伊紅染色）
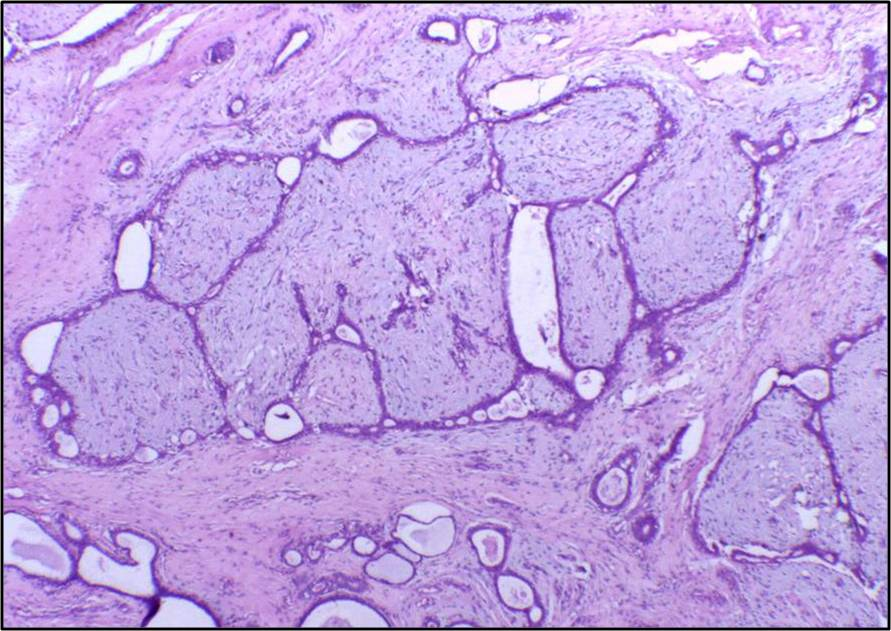
病理組織照（蘇木精-伊紅染色）
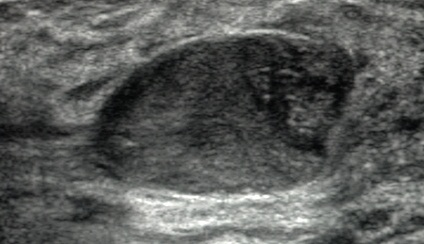
超音波照

## 治療
大多數的乳房纖維腺瘤只需要持續追蹤，其他則是接受切除手術，只需要少量切口邊緣組織。因為細針抽吸細胞診斷常是可靠的診斷工具，有些醫師決定不開刀切除，而使用臨床理學檢查與乳房攝影追蹤病灶的生長速度。小於50歲的女性每個月小於16％的生長速度，或大於50歲女性有小於13％的速度，是可以持續追蹤不需要開刀的安全速度。
奧美昔芬對某些乳房纖維腺瘤患者有效。
在完全切除後，乳房纖維腺瘤大部分沒有復發的現象。

### 冷凍療法
美國食品藥品監督管理局在2001年核准冷凍療法為手術切除外的一種安全有效、最小侵入性治療選項。在此治療過程中，超音波導引探針進入乳房腫瘤部位，然後使用極度低溫來摧毀異常細胞，細胞隨後被重新吸收到體內。這項療法可以在門診進行，並只需使用局部麻醉，比起手術留下較少疤痕組織，而且較少乳房變形的後遺症。